# Cellule interrégionale de l'environnement
Pour les articles homonymes, voir Céline.

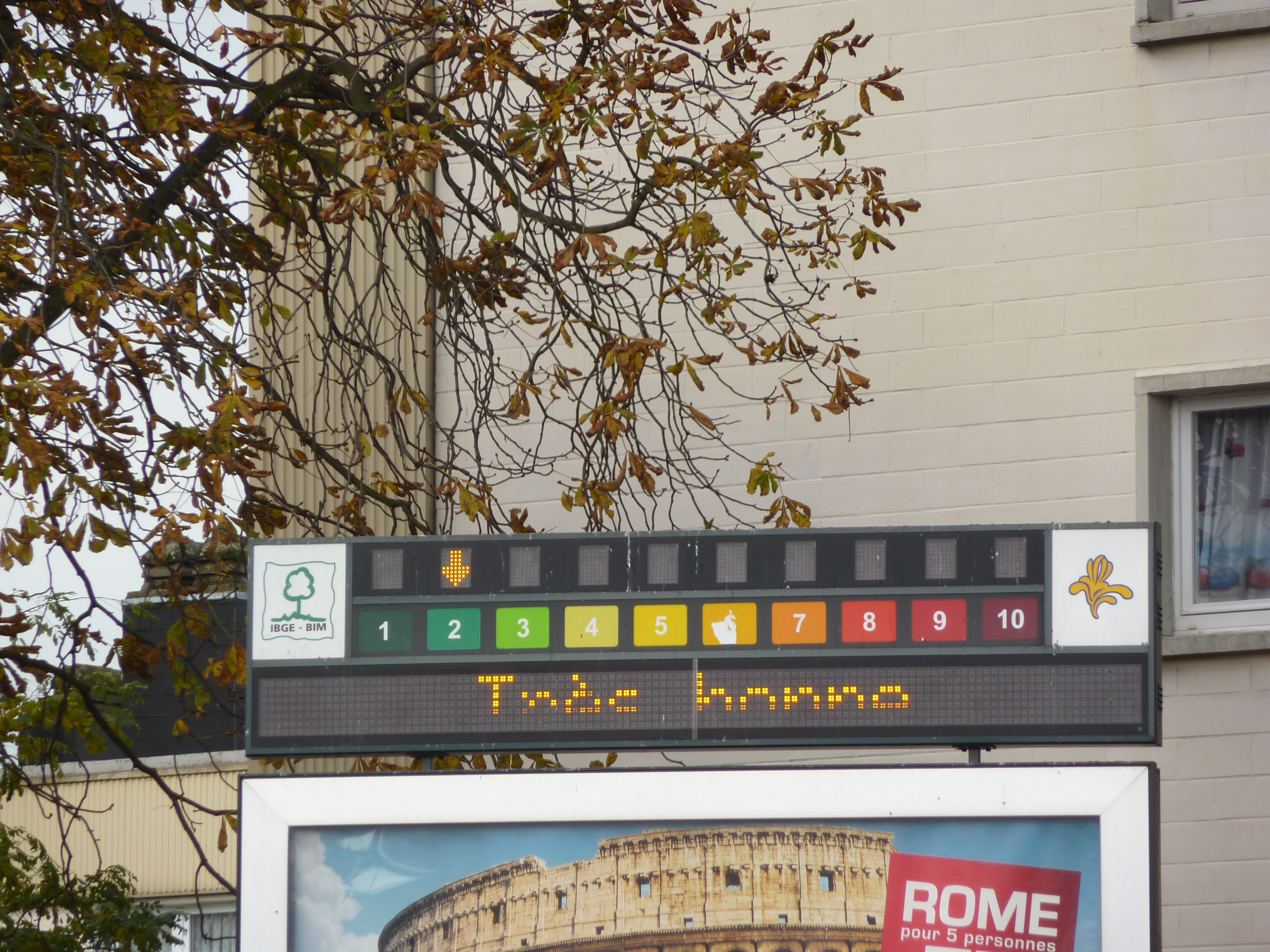
Borne donnant l'indice de la qualité de l'air à Evere

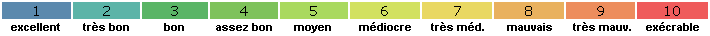
Indice global de la qualité de l'air

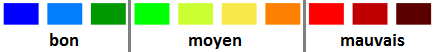

Cellule interrégionale de l'environnement (CELINE) est un organisme informant sur la qualité de l'air ambiant en Belgique.
Un réseau de stations automatiques réparties sur tout le territoire mesure des polluants tels que l'ozone troposphérique, le dioxyde d'azote, les particules en suspension (PM10, PM2.5), le dioxyde de soufre et le benzène.
Adresse : 10-11 avenue des Arts, 1210 Saint-Josse-ten-Noode (Bruxelles)

## Cartes

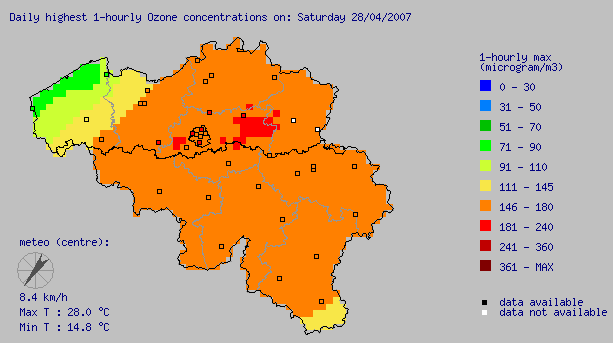
Concentration d'ozone sur la Belgique le 28/04/07
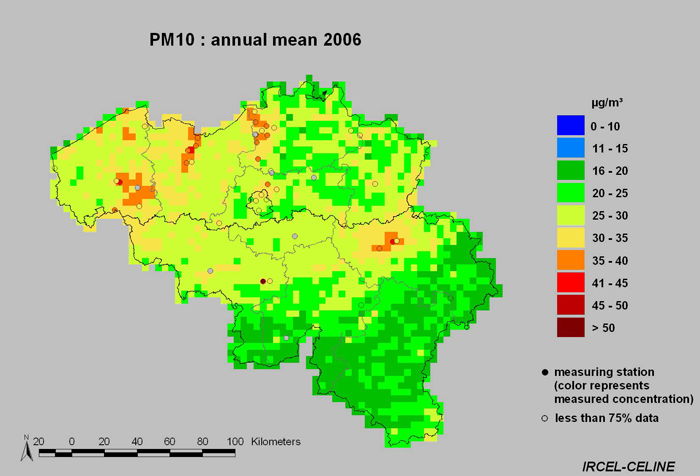
Émission annuelle de PM10 sur la Belgique en 2006

## Pollens
À noter qu'il existe également une cellule de l'Institut scientifique de santé publique qui s'intéresse plus particulièrement à la quantité et aux types de pollens présents dans l'air.